# Морацоне
Морацоне (итал. Morazzone) је насеље у Италији у округу Варезе, региону Ломбардија.
Према процени из 2011. у насељу је живело 4165 становника. Насеље се налази на надморској висини од 397 м.

## Становништво
Према резултатима пописа становништва 2011. у општини је живело 4.303 становника.
| 1931. | 1936. | 1951. | 1961. | 1971. | 1981. | 1991. | 2001. | 2011. |
| ----- | ----- | ----- | ----- | ----- | ----- | ----- | ----- | ----- |
| 1.931 | 1.763 | 2.185 | 2.854 | 3.744 | 3.867 | 4.069 | 4.187 | 4.303 |

## Партнерски градови
- Wimblington